# Kyle Gallner
Kyle Gallner (West Chester, Pennsylvania, 1986. október 22. –) amerikai színész.
Leginkább Cassidy „Beaver” Casablancas szerepéből ismert a Veronica Mars című sorozatból. A Smallville-ben a szuperhős Bart Allent, vagyis Villámot alakította. Visszatérő szerepe volt a CSI: New York-i helyszínelők bűnügyi sorozatban.

## Pályafutása
Kyle Gallner karrierje érdekesen kezdődött, hiszen csak nővérét kísérte el egy meghallgatásra, végül ott fedezték fel. Ezek után olyan népszerű sorozatokban szerepelt, mint az Amynek ítélve és a Magánügyek. 2005-ben csatlakozott a Veronica Mars stábjához az első évad végétől a második évad végéig.
Miután eljátszotta Bart Allen szerepét a Smallville 4. évadjának „Futás” című epizódban, ő lett a 4. évad legnépszerűbb vendégszereplője. Lehetőséget kapott a visszatérésre a 6. évad „Igazság” és a 8. évad a „Doomsday” című részeiben is. Emellett tinédzser fegyveresként szerepelt a Döglött aktákban és játszott a Kórház a pokolban (2007) című horrorfilmben. Los Angelesben él barátnőjével Jade-del és színész barátjával, Jake Abel-lel.
2007 októberében feltűnt az Esküdt ellenségek: Különleges ügyosztály című sorozatban is: egy olyan diákot alakít, aki erőszakkal gyanúsítja egyik tanárát (őt Melissa Joan Hart játszotta).

## Filmográfia

### Film
| Év   | Magyar cím                                                | Eredeti cím                               | Szerep                     | Magyar hang        |
| ---- | --------------------------------------------------------- | ----------------------------------------- | -------------------------- | ------------------ |
| 2001 | Gyagyák a gatyában, avagy tudom, kit fűztél tavaly nyáron | Wet Hot American Summer                   | Bobby haverja              |                    |
| 2003 |                                                           | Red Betsy                                 | Charlie                    |                    |
| 2003 |                                                           | Finding Home                              | Dave fiatalon              |                    |
| 2005 | Éjszakai járat                                            | Red Eye                                   | fejhallgatós srác testvére | Molnár Levente     |
| 2006 |                                                           | Danika                                    | Kurt Merrick               |                    |
| 2007 | Kórház a pokolban                                         | Sublime                                   | Ned                        |                    |
| 2008 | Bosszú                                                    | Red                                       | Harold                     | Szalay Csongor     |
| 2008 |                                                           | Gardens of the Night                      | Ratboy                     |                    |
| 2008 |                                                           | Trunk (rövidfilm)                         | Will                       |                    |
| 2009 | Kísértetjárás Connecticutban                              | The Haunting in Connecticut               | Matt Campbell              | Hamvas Dániel      |
| 2009 | Ördög bújt beléd                                          | Jennifer's Body                           | Colin Gray                 | Kossuth Gábor      |
| 2010 |                                                           | Cherry                                    | Aaron                      |                    |
| 2010 | Rémálom az Elm utcában                                    | A Nightmare on Elm Street                 | Quentin Smith              | Polgár Péter       |
| 2010 | A mi drága kisfiunk                                       | Beautiful Boy                             | Sam Carroll                | Baráth István      |
| 2011 | Veszett világ                                             | Red State                                 | Jarod                      | Czető Roland       |
| 2011 |                                                           | Losers Take All                           | Brian                      |                    |
| 2011 | Kismadarak                                                | Little Birds                              | Jesse McNamara             | Gacsal Ádám        |
| 2011 | Randiügynökség                                            | Cougars, Inc.                             | Sam Lowell                 | Szabó Kimmel Tamás |
| 2011 |                                                           | Magic Valley                              | TJ Waggs                   |                    |
| 2012 | Szárazon                                                  | Smashed                                   | Owen Hannah                | Fehér Tibor        |
| 2013 | Lenyűgöző teremtmények                                    | Beautiful Creatures                       | Larkin                     | Molnár Levente     |
| 2013 | CBGB                                                      | CBGB                                      | Lou Reed                   |                    |
| 2013 |                                                           | The Scissoring Part 2                     | Aaron Walker               |                    |
| 2014 |                                                           | Dear White People                         | Kurt                       |                    |
| 2014 |                                                           | Just Before I Go                          | Zeke                       |                    |
| 2014 | Amerikai mesterlövész                                     | American Sniper                           | Winston                    | Novkov Máté        |
| 2015 |                                                           | Band of Robbers                           | Huck Finn                  |                    |
| 2015 |                                                           | Welcome to Happiness                      | Woody                      |                    |
| 2016 | Viharlovagok                                              | The Finest Hours                          | Andrew Fitzgerald          | Hamvas Dániel      |
| 2016 | Tisztítókúra                                              | The Cleanse                               | Eric                       | Baráth István      |
| 2017 |                                                           | Zen Dog                                   | Reed / Mud                 |                    |
| 2018 |                                                           | Alien Code                                | Alex Jacobs                |                    |
| 2018 |                                                           | Far Cry 5: Inside Eden's Gate (rövidfilm) | Alex                       |                    |
| 2018 |                                                           | Skull                                     | Sam Razor (rövidfilm)      |                    |
| 2019 |                                                           | The Cleansing Hour                        | Drew                       |                    |
| 2020 | Amerikai vacsora                                          | Dinner in America                         | Simon                      |                    |
| 2020 | A háború démonjai                                         | Ghosts of War                             | Tappert                    | Dolmány Attila     |
| 2022 | Sikoly                                                    | Scream                                    | Vince Schneider            | Berkes Bence       |
| 2022 | Mosolyogj                                                 | Smile                                     | Joel                       | Fehér Tibor        |
| 2023 |                                                           | Mother, May I?                            | Emmett                     |                    |
| 2023 |                                                           | The Passenger                             | Benson                     |                    |
| 2023 |                                                           | Strange Darling                           | démon                      |                    |
| 2024 | Mosolyogj 2.                                              | Smile 2                                   | Joel                       | Fehér Tibor        |

### Televízió
| Év        | Magyar cím                               | Eredeti cím                       | Szerep                       | Megjegyzések                                           |
| --------- | ---------------------------------------- | --------------------------------- | ---------------------------- | ------------------------------------------------------ |
| 2000      | Harmadik műszak                          | Third Watch                       | Raleigh                      | 1 epizód                                               |
| 2002–2007 | Esküdt ellenségek: Különleges ügyosztály | Law & Order: Special Victims Unit | Marc Lesinski / Shane Mills  | 2 epizód                                               |
| 2003      | Angyali érintés                          | Touched by an Angel               | Josh                         | 1 epizód                                               |
| 2004–2009 | Smallville                               | Smallville                        | Bart Allen / Impulse         | 3 epizód                                               |
| 2004      | A körzet                                 | The District                      | Brian Johnson                | 1 epizód                                               |
| 2005      | Amynek ítélve                            | Judging Amy                       | Zachary Pettit               | 1 epizód                                               |
| 2005      | Jack és Bobby                            | Jack & Bobby                      | BJ Bongaro                   | 1 epizód                                               |
| 2005–2006 | Veronica Mars                            | Veronica Mars                     | Cassidy "Beaver" Casablancas | - visszatérő szereplő (1. évad) - főszereplő (2. évad) |
| 2006      | Magánügyek                               | Close to Home                     | Jacob Towers                 | 1 epizód                                               |
| 2006      | Döglött akták                            | Cold Case                         | Cameron Coulter              | 1 epizód                                               |
| 2006      | Dr. Csont                                | Bones                             | Jeremy Farrell               | 1 epizód                                               |
| 2006      |                                          | Four Kings                        | Spencer                      | 1 epizód                                               |
| 2006–2007 | Hármastársak                             | Big Love                          | Jason Embry                  | visszatérő szereplő (1-2. évad)                        |
| 2007      | A médium                                 | Medium                            | Stephen fiatalon             | 1 epizód                                               |
| 2007      | A főnök                                  | The Closer                        | Eric Wallace                 | 1 epizód                                               |
| 2006–2010 | CSI: New York-i helyszínelők             | CSI: NY                           | Reed Garrett                 | visszatérő szereplő (3-6. évad)                        |
| 2008      | Életfogytig zsaru                        | Life                              | Zak Sutter                   | 1 epizód                                               |
| 2008      | The Shield – Kemény zsaruk               | The Shield                        | Lloyd Denton                 | visszatérő szereplő (7. évad)                          |
| 2010      |                                          | Past Life                         | Xander                       | 1 epizód                                               |
| 2012      | Gyilkos elmék                            | Criminal Minds                    | James Heathridge             | 1 epizód                                               |
| 2012      |                                          | Jan                               | Robbie                       | főszereplő                                             |
| 2013      | The Walking Dead                         | The Walking Dead                  | Zach                         | 1 epizód                                               |
| 2014      |                                          | Play It Again, Dick               | önmaga                       | főszereplő                                             |
| 2016–2017 |                                          | Outsiders                         | Hasil Farrell                | főszereplő                                             |
| 2020      |                                          | Interrogation                     | Eric Fisher                  | főszereplő                                             |